# Woden
Woden è una divinità del pantheon anglosassone, che corrisponde al norreno Odino. Entrambi sono continuazione della divinità protogermanica *Wōdanaz. Altre forme del suo nome sono: Wodan nell'antica lingua della Franconia, Wuodan in alamannico e Wotan in germanico.
Woden fu adorato durante il periodo di espansione dei popoli germanici, fino al VII o VIII secolo, quando il paganesimo germanico fu gradualmente rimpiazzato dal cristianesimo. Nell'Inghilterra anglosassone, Woden fu storicizzato come un re, e i resti del suo culto sono giunti fino ad oggi come elementi folklorici. Wodan figura prominentemente sia nel folklore inglese e continentale come il capo della caccia selvaggia.

## Origini

### Il Wodan continentale
I particolari del periodo di espansione della religione germanica sono imprecisi: è stato ricostruito dai manufatti, da fonti contemporanee sparse e poi dalle testimonianze successive delle leggende e dei toponimi medioevali. Secondo Giona di Bobbio, il missionario irlandese San Colombano (VI secolo) avrebbe interrotto un sacrificio di birra a Wuodan (Deo suo Vodano nomine), a Bregenz (Germania). Wuodan era il dio principale degli Alamanni, il suo nome compare nell'iscrizione runica sulla fibula scoperta a Nordendorf, vicino ad Augusta (Baviera).  Gli incantesimi medioevali noti come "Merseburger Zaubersprüche" (gli Incantesimi di Merseburgo), furono scritti attorno all'800. Uno di loro descrive Wodan come un guaritore.